# Басигин
Басигин (англ. Basigin; extracellular matrix metalloproteinase inducer (EMMPRIN); CD147) — мембранный белок, внеклеточная металлопротеиназа матрикса, продукт гена человека BSG. Детерминант системы группы крови человека Ok. Система антигенов Ok включает три антигена OK1, OK2 и OK3, из которых наиболее часто встречается OK1, или Oka. Басигин является ключевым рецептором на эритроцитах для малярийного паразита человека Plasmodium falciparum.
Предварительные данные о способности SARS-CoV-2 проникать в клетки через CD147 оказались ошибочными. 

## Функции
Басигин входит в суперсемейство иммуноглобулинов, члены которого играют важную роль в межклеточном распознавании, которое принимает участие в иммунологическом процессе, дифференцировки и развитии. Басигин также играет роль в межклеточном распознавании.
Кроме способности индуцировать металлопротеиназы басигин регулирует такие функции, как сперматогенез, экспрессия транспортера монокарбоксилата и лимфоцитарный ответ. Это трансмембранный белок 1-го типа, имеющий множество лигандов, включая циклофилины, такие как циклофилин А (Cyp-A) и CyP-B и некоторые интегрины.

## Тканевая экспрессия
Басигин экспрессирован на поверхности многих клеток, включая эпителиальные и эндотелиальные клетки и лейкоциты.

## Структура
Басигин человека состоит из 269 аминокислот, которые формируют два сильногликозилированных иммуноглобулиновых доменов типа C2 на N-конце молекул. Одна из изоформ басигина имеет дополнительный иммуноглобулино-подобный домен на внеклеточном участке.

## Роль в заболеваниях
Басигин на поверхности эритроцитов является ключевым рецептором для проникновения большинства штаммов Plasmodium falciparum, которые вызывают малярию у человека. При этом лигандом басигина служит поверхностный белок плазмодия Rh5 (PfRh5).
Басигин не является рецептором дополнительного пути заражения коронавирусной инфекций COVID-19, предварительные данные о способности SARS-CoV-2 проникать в клетки человека через CD147 оказались ошибочными. Ранее китайские исследователи сообщали в своём препринте, что спайковый белок коронавируса способен связываться с этим рецептором и таким путём вирус способен проникать в клетки организма обезьян, а, возможно, и человека.